# Горлиця мадагаскарська
Горлиця мадагаскарська (Nesoenas picturatus) — вид птахів родини голубових, Columbidae. Він зустрічається на Маврикійсько-індійській території, Коморських островах, Мадагаскарі, Маврикії, Майотті, Реюньйоні та Сейшельських островах.

## Таксономія
Рудохвостий голуб (N. mayeri) є її найближчим живим родичем, і разом вони утворюють родовід, відмінний від типових голубів (Columba) і типових горлиць (Streptopelia).

## Стан і збереження
Хоча деякі острівні популяції є рідкісними – деякі ненадійно – загалом N. picturata вважається видом, що викликає найменше занепокоєння МСОП.